# Tim Hornke
Tim Hornke (* 4. August 1990 in Hannover) ist ein deutscher Handballspieler.

## Karriere

### Verein
Tim Hornke spielt seit seinem achten Lebensjahr Handball. Bevor er zum TSV Anderten wechselte, spielte der Rechtsaußen bei der HSG Langenhagen. In Anderten spielte er B-Jugend und ein Jahr A-Jugend. Ab 2007 spielte der damals noch A-Jugendliche in der ab 2008 als HSV Hannover antretenden Zweitliga-Mannschaft. Seit der Saison 2010/11 spielte der Juniorennationalspieler beim SC Magdeburg. Dort besaß er ein Zweitspielrecht für die zweite Mannschaft. Zur Saison 2014/15 wechselte er zum TBV Lemgo.
Am 22. September 2018 wurde bekannt, dass er ab der Saison 2019/20 wieder für den SC Magdeburg auflaufen wird. Mit Magdeburg gewann er 2021 die EHF European League und den IHF Super Globe sowie 2022 die deutsche Meisterschaft. 2022 verteidigte er mit dem SCM den Titel beim IHF Super Globe 2022. Mit dem SCM gewann er die EHF Champions League 2022/23 im Finale gegen KS Kielce mit 30:29 nach Verlängerung. Beim IHF Super Globe 2023 gewann er zum dritten Mal in Folge die Klub-Weltmeisterschaft. Im Jahr 2024 gewann er mit dem SCM den DHB-Pokal und die deutsche Meisterschaft. In der EHF Champions League 2024/25 gewann er mit dem SCM das Finale gegen die Füchse Berlin.

### Nationalmannschaft
Tim Hornke gehörte der deutschen Jugendnationalmannschaft an, mit der er 2008 Europameister wurde. 2011 gewann er, ebenfalls mit der Juniorennationalmannschaft, den Weltmeistertitel. Im Dezember 2017 wurde Hornke vom damaligen Nationaltrainer Christian Prokop für den erweiterten Kader für die Europameisterschaft 2018 nominiert. Er absolvierte bisher 19 Spiele, in denen er 42 Tore erzielte.
Er stand im erweiterten Kader der deutschen Nationalmannschaft für die Europameisterschaft 2022.
Hornke nahm mit der Nationalmannschaft an den Olympischen Sommerspielen 2024 in Paris teil, bei denen das Team die Silbermedaille gewann. Dort verletzte er sich im ersten Spiel gegen Schweden an der Plantarfaszie im linken Fuß. Für ihn wurde Rune Dahmke nachnominiert. Für den Medaillengewinn wurden er und sein Team am 4. November 2024 vom Bundespräsidenten Frank-Walter Steinmeier mit dem Silbernen Lorbeerblatt ausgezeichnet.

### Bundesligabilanz
| Saison    | Verein       | Spielklasse | Spiele | Tore  | 7-Meter | Feldtore |
| --------- | ------------ | ----------- | ------ | ----- | ------- | -------- |
| 2010/11   | SC Magdeburg | Bundesliga  | 27     | 4     | 0       | 4        |
| 2011/12   | SC Magdeburg | Bundesliga  | 32     | 27    | 1       | 26       |
| 2012/13   | SC Magdeburg | Bundesliga  | 28     | 49    | 1       | 48       |
| 2013/14   | SC Magdeburg | Bundesliga  | 22     | 21    | 1       | 20       |
| 2014/15   | TBV Lemgo    | Bundesliga  | 35     | 203   | 87      | 116      |
| 2015/16   | TBV Lemgo    | Bundesliga  | 30     | 139   | 55      | 84       |
| 2016/17   | TBV Lemgo    | Bundesliga  | 32     | 155   | 60      | 95       |
| 2017/18   | TBV Lemgo    | Bundesliga  | 34     | 179   | 81      | 99       |
| 2018/19   | TBV Lemgo    | Bundesliga  | 34     | 215   | 104     | 111      |
| 2019/20   | SC Magdeburg | Bundesliga  | 26     | 103   | 67      | 36       |
| 2020/21   | SC Magdeburg | Bundesliga  | 38     | 63    | 13      | 50       |
| 2021/22   | SC Magdeburg | Bundesliga  | 30     | 74    | 8       | 66       |
| 2022/23   | SC Magdeburg | Bundesliga  | 32     | 101   | 6       | 95       |
| 2023/24   | SC Magdeburg | Bundesliga  | 33     | 100   | 13      | 87       |
| 2024/25   | SC Magdeburg | Bundesliga  | 23     | 44    | 5       | 39       |
| 2010–2025 | gesamt       | Bundesliga  | 456    | 1.477 | 507     | 970      |